# Анита Шрив
Анита Шрив (на английски: Anita Shreve) е американска писателка, авторка на произведения в жанра любовен роман, социална драма и документалистика.

## Биография и творчество
Анита Хейл Шрив е родена на 7 октомври 1946 г. в Бостън, Масачузетс, САЩ. Тя е най-голямата от трите дъщери в семейството. Баща ѝ е пилот на авиокомпания „Делта Еърлайнс“ и художник на тромп-л'ьой, а майка ѝ е домакиня. Израства в Дедам, Масачузетс, където завършва гимназия през 1976 г. Следва в университета „Тъфт“, който завършва с бакалавърска степен.
Омъжва се за кратко за първия си съпруг Джак Кристенсен, докато той завършва медицина в Медицинското училище в Харвардския университет. Тя се запознава с втория си съпруг, Клей Уескот, в Reading Memorial High School, където са учители. Живеят в Хингам, Масачузетс, където преподават и участват в семейния проект на Уескот за изграждането на 41-футова платноходка, която е пусната на вода през януари 1973 г. Някои от пътуванията им с платноходка намират отражение после в творбите ѝ, които започва да пише. Женят се през 1975 г. и отиват заедно в Кения, където Уескот получава работа в Харвардския институт за международно развитие, докато завършва докторската си степен. Докато е в Кения, тя работи като заместник-редактор на списание „Вива“ в Найроби, като приключенията ѝ там, като изкачването на планината, също са ѝ бъдещи вдъхновения. През 1978 г. Уескот и Шрив се разделят и се завръщат в САЩ. Тя продължава да работи като журналистка на свободна практика за списания в Ню Йорк. През 1980 г. тя се жени  за фотографа Джон Клеманс, когото среща в Кения, и с когото има две деца, Кристофър и Катрин. Омъжва се за четвърти път през 1999 г. за Джон Осбърн, застрахователен брокер, и остава с него до смъртта си.
Един от първите ѝ публикувани разкази, „Покрай острова, плаващ“ от 1975 г., е удостоен с наградата „О. Хенри“ през 1976 г. Първата ѝ книга „Работеща жена“ е издадена през 1986 г. Първият ѝ роман „Идън Клоуз“ е издаден през 1989 г. През 1999 г., докато преподава творческо писане в колежа „Амхърст“, Опра Уинфри избира романа ѝ „Съпругата на пилота“ от поредица „Скалите на съдбата“ за своя книжен клуб. Това я прави известна, а произведенията ѝ са издадени в милиони копия по целия свят.
През 2000 г. романът ѝ „Теглото на водата“ е екранизиран в едноименния филм с участието на Шон Пен, Сара Поли и Елизабет Хърли. Две години по-късно романът ѝ „Съпротива“ става филм със същото име и с участието на Бил Пакстън и Джулия Ормънд. Следващата година Си Би Ес екранизира романа „Съпругата на пилота“ с участието на Кристин Лахти и Джон Хърд.
Анита Шрив умира от рак на 29 март 2018 г. в Нюфийлдс, Ню Хампшър.

## Произведения

### Самостоятелни романи
- Eden Close (1989)[1][2][3][4]
- Strange Fits of Passion (1991)
- Where or When (1993)
- Resistance (1995)
- The Weight of Water (1997)
- The Last Time They Met (1999)
- All He Ever Wanted (2003)
- Light on Snow (2004)
- A Wedding in December (2005)
- Testimony (2008)
- A Change in Altitude (2009)
- Rescue (2010)
- Stella Bain (2013)
- The Stars are Fire (2017)

### Поредица „Скалите на съдбата“ (Fortune's Rocks)
1. Fortune's Rocks (1999)[1][2]
2. Sea Glass (2002)
3. The Pilot's Wife (1998)[3]
4. Body Surfing (2007)

### Документалистика
- Working Woman (1986)[1][2][3]
- Dr. Balter's Child Sense (1987)
- Remaking Motherhood (1987)
- Who's in Control (1988) – с Лорънс Балтър
- Women Together, Women Alone (1989)

### Екранизации
- 2000 Тежестта на водата, The Weight of Water – с Елизабет Хърли, Шон Пен и Катрин Маккормак
- 2002 The Pilot's Wife – тв филм, с Кристин Лахти
- 2003 Съпротива, Resistance – с Бил Пакстън и Джулия Ормънд